# 紅
〈紅〉(붉은)는 X(X JAPAN)의 세 번째로 발매된 싱글(메이저로는 첫 싱글)이다. 
후에 재녹음 하여 《BLUE BLOOD》에 수록되며, 〈紅〉는 콘서트에서 연주될 때, '붉은'라는 뜻에 부합되게 붉은색 조명과 함께 연주된다. 인디시절부터 여러번의 리메이크를 통해 현재의 멜로디가 완성되었다. 이 싱글 앨범에는 영국의 록밴드 티렉스의 곡 〈20th CENTURY BOY〉를 리메이크, 라이브 실황 때 녹음한 곡이 수록되어 있다.

## 수록곡
1. 紅(붉은) 요시키 작사·곡)
2. 20th CENTURY BOY (마크 볼란 작사·곡)